# Kannaksensaari (ö i Södra Österbotten)
Kannaksensaari är en ö i Finland.   Den ligger i den ekonomiska regionen  Kuusiokunnat  och landskapet Södra Österbotten, i den sydvästra delen av landet, 280 km norr om huvudstaden Helsingfors.